# Lil Ugly Mane
Travis Miller, najpoznatiji pod umjetničkim imenom Lil Ugly Mane, američki je glazbenik, reper, pjevač i glazbeni producent. Poznat po svom raznolikom stilu, introspektivnim tekstovima i raznim sporednim projektima, Millerov rad obuhvaća široki raspon žanrova, uključujući eksperimentalni hip-hop, black metal, lo-fi glazbu, indie rock i free jazz. Također je producirao pod pseudonimom Shawn Kemp, a snimao je i pod imenima Bedwetter i Vudmurk.
Miller je započeo svoju izvođačku karijeru u ranim 2000-ima u noise i punk krugovima Richmonda u Virginiji, iako njegovi objavljeni radovi uključuju materijale još iz 1999. godine. Šire priznanje stekao je početkom 2010-ih godina kroz rad s floridskim hip-hop kolektivom Raider Klan i svojim debitantskim albumom Mista Thug Isolation iz 2012. godine. Mista Thug Isolation crpio je utjecaje iz hip-hopa s istočne obale, memphiskog rapa, horrorcorea i chopped and screwed glazbe, a od tada je proglašen jednim od ključnih imena na underground hip-hop sceni.
Nakon kratkog umirovljenja koje je započelo 2013., objavio je svoj drugi album Oblivion Access 2015. godine. Od 2016. do 2018. Miller je bio član underground-rap supergrupe Secret Circle s reperima Wikijem i Antwonom. Godine 2017. objavio je album Volume 1: Flick Your Tongue Against Your Teeth i Describe the Present pod imenom Bedwetter. Svoj treći album kao Lil Ugly Mane, Volcanic Bird Enemy and the Voiced Concern,  Miller je objavio 2021. godine.

## Stil i umijeće
Millerova diskografija pokriva raznolik raspon žanrova. U nedatiranom intervjuu za Cult Classic, opisao se kao "intersekcionalan" i iznio svoju glazbenu pozadinu: "Odrastao sam uz punk. Upoznao sam se s jazzom, a kroz to i s hip-hopom. Kroz hip-hop sam se upustio u svakakve stvari jer sam bio opsjednut idejom sempliranja. Volim sempliranje." Njegovi najraniji radovi kao Lil Ugly Mane bili su snažno inspirirani južnjačkim hip-hopom, horrorcoreom i hip-hopom s istočne obale, dok su kasnije projekte pisci opisali kao eksperimentalni hip-hop, free jazz, breakbeat, black metal, indie rock i lo-fi glazbu. Njegovi tekstovi opisani su kao ranjivi i samoprezirni. Istraživali su teme uključujući hvalisanje, egzistencijalizam, ciklus nasilja, dosadu, nihilizam, ovisnost i depresiju. Prema Milleru, njegovi su tekstovi napisani kada je "vjerojatno bio pijan" i jednostavno su ono što je smatrao "cool".
Velik dio Millerovog rada uključuje crtane slike. Miller je kao inspiraciju za svoju estetiku naveo L. Franka Bauma, Carla Barksa, Jima Hensona, Pee-wee Hermana, ShowBiz Pizza Place, Jean-Eugènea Robert-Houdina, Hamburglara i Carla W. Stallinga.

## Utjecaj
Brojni su umjetnici pohvalili ili naveli Millerov rad kao utjecaj na sebe. Denzel Curry rekao je da ga je Miller inspirirao na odluku da nacrta naslovnicu svog debitantskog albuma Nostalgic 64 (2013.). Billy Woods pohvalio je Millerovu produkciju kao Shawn Kemp u intervjuu za Tiny Mix Tapes 2015. Earl Sweatshirt nazvao je "Throw Dem Gunz" s albuma Mista Thug Isolation jednom od svojih omiljenih pjesama 2012. U intervjuu za Dazed 2016., pjevačica Lauren Auder nazvala je Millera "jednim od najboljih repera naše generacije". Producent Gud nazvao je Millera svojim omiljenim izvođačem i označio ga kao "najboljeg [repera] od svih". Reper Scrim iz hip-hop dua Suicideboys opisao je produkciju pjesme "O Pana!" s albuma Eternal Grey (2016.) kao da je na nju utjecao Miller.
Millerov album Oblivion Access iz 2015. ime je Oblivion Access Festivala u Austinu u Teksasu. Dana 12. svibnja 2022. prvi je put nastupio na festivalu; u predstavi su bili skečevi u kojima su sudjelovali Miller i animatronički pas po imenu Thermos Grenadine. Dana 16. lipnja 2023. Miller je drugi put nastupio na Oblivion Access Festivalu.

## Diskografija

### Studijski albumi
- Mista Thug Isolation (2012.)
- Trick Dice (2015., kao Shawn Kemp s Nickelus F-om)
- Oblivion Access (2015.)
- Volume 1: Flick Your Tongue Against Your Teeth and Describe the Present. (2017., kao Bedwetter)
- Volcanic Bird Enemy and the Voiced Concern (2021.)

### Miksani albumi
- Playaz Circle: Pre Meditation (the First Prophecy) Preview Mixtape (Real Murder Posse Underground Version) (2011.)
- Three Sided Tape Volume One (2013.)
- Three Sided Tape Volume Two (2013.)
- Absence of Shitperson (2014.)
- Third Side of Tape (2015.)

### EP-jevi/demo snimke
- Criminal Hypnosis: Unreleased Shit (2012.)
- Uneven Compromise (2012.)
- The Weeping Worm (2014.)
- Thing s Thatare Stuff (2018.)
- Obedient Form (2021., kao Vudmurk)